# Merris
Merris ist eine französische Gemeinde mit 1.078 Einwohnern (Stand: 1. Januar 2022) im Département Nord in der Region Hauts-de-France. Sie gehört zum Arrondissement Dunkerque und ist Mitglied im Gemeindeverband Cœur de Flandre Agglo. Die Bewohner werden Merrisiens und Merrisiennes genannt.

## Geografie

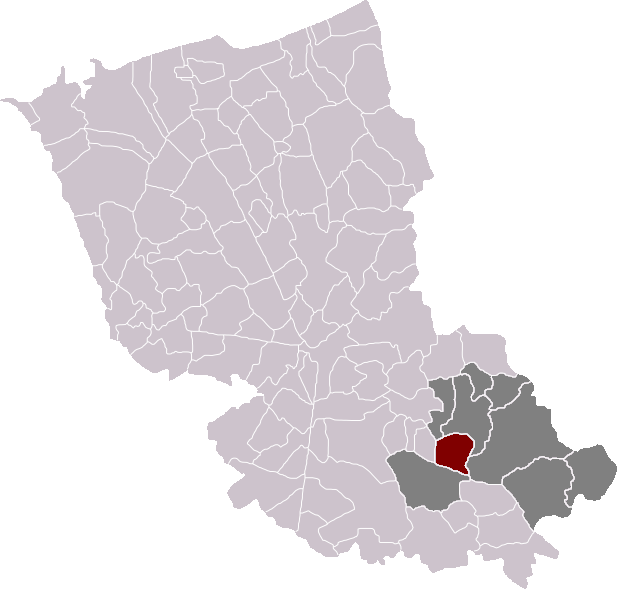
Lage von Merris im Arrondissement Dunkerque

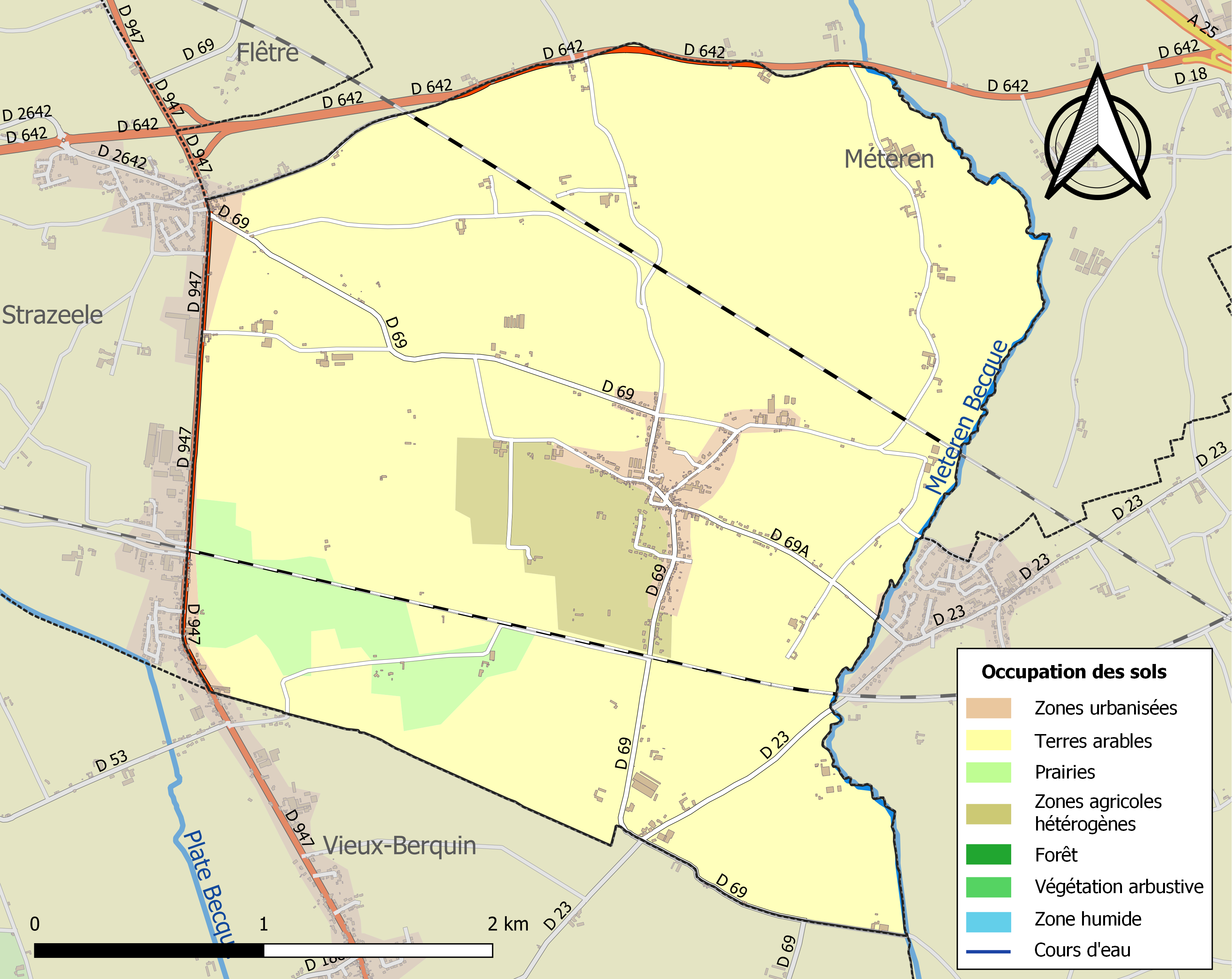
Bodennutzung und Infrastruktur der Gemeinde (2018)

Merris liegt in Französisch-Flandern, etwa 41 Kilometer südsüdöstlich von Dünkirchen und etwa 30 Kilometer westnordwestlich von Lille in der Région naturelle Houtland. Die Gemeinde wird entwässert von der Plate Becque, der Breyne Becque, der zeitweise trockenfallenden Dom Becque, der Méteren Becque, die sie im Osten begrenzt, dem zeitweise trockenfallenden Flüsschen Rue du Paradis und verschiedenen kleineren Bächen. Das Zentrum liegt auf einer Höhe von etwa 30 m. Das Gelände fällt nach Süden hin auf 18 m ab, steigt nach Nordwesten hin auf 61 m an.
Etwa 96 % der Fläche der Gemeinde werden landwirtschaftlich genutzt, etwa 4 % entfallen auf bebaute Flächen (Stand: 2018).
Merris grenzt im Norden und Nordosten an Méteren, im Osten an Bailleul, im Süden an Vieux-Berquin sowie im Westen an Strazeele.

## Bevölkerungsentwicklung

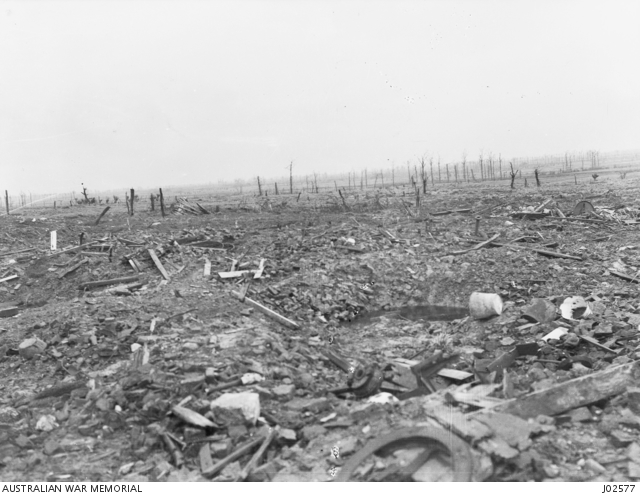
Merris nach dem Ersten Weltkrieg

| Jahr                       | 1962 | 1968 | 1975 | 1982 | 1990 | 1999 | 2006 | 2013 | 2020 |
| Einwohner                  | 688  | 687  | 638  | 792  | 892  | 958  | 1026 | 1042 | 1000 |
| Quellen: Cassini und INSEE |      |      |      |      |      |      |      |      |      |

## Sehenswürdigkeiten
- Kirche Saint-Laurent in den 1920er Jahren neu gebaut nach den Zerstörungen des Vorgängerbaus im Ersten Weltkrieg
- Kirche Saint-Amand im Ortsteil Outtersteene

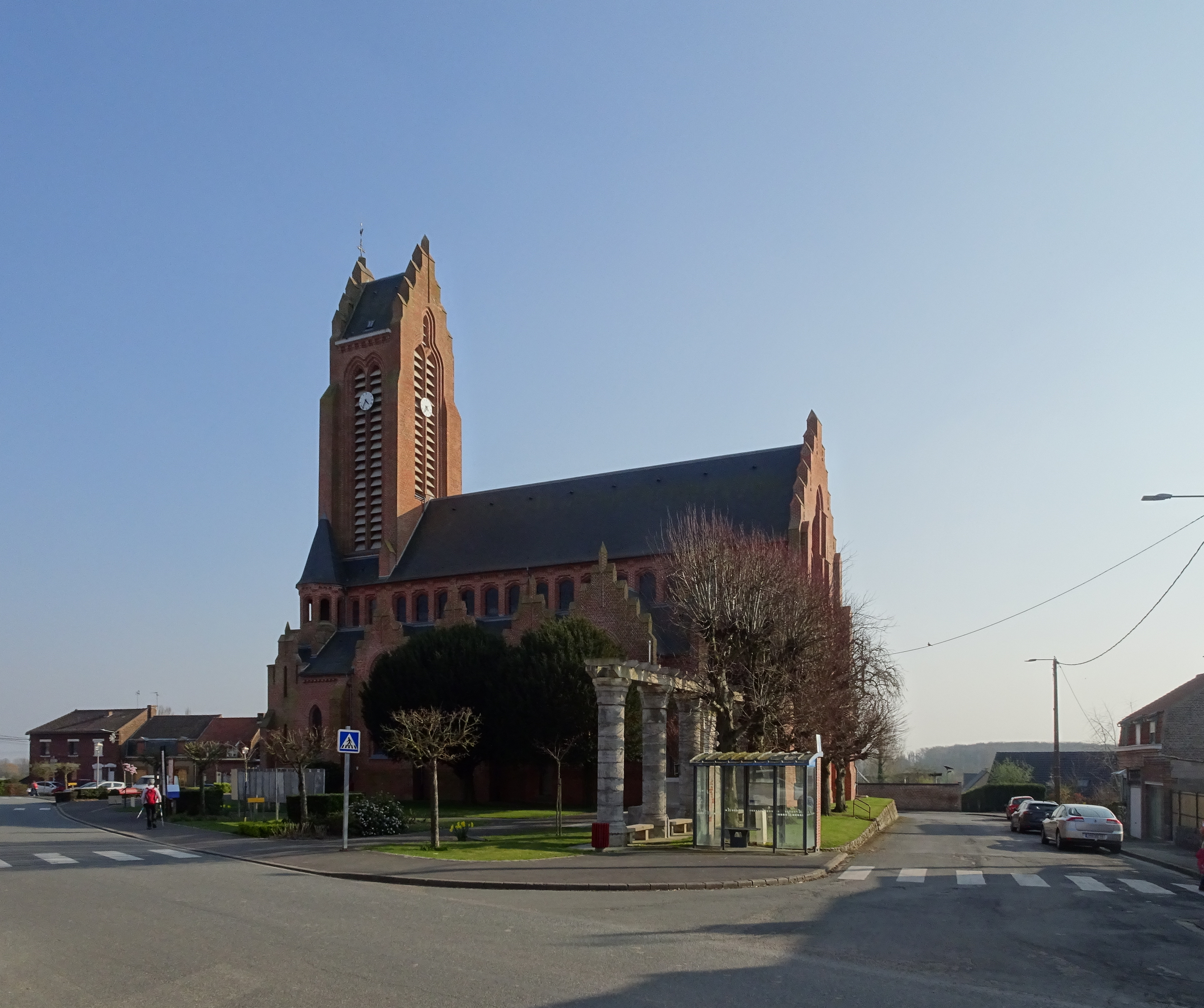
Kirche Saint-Laurent
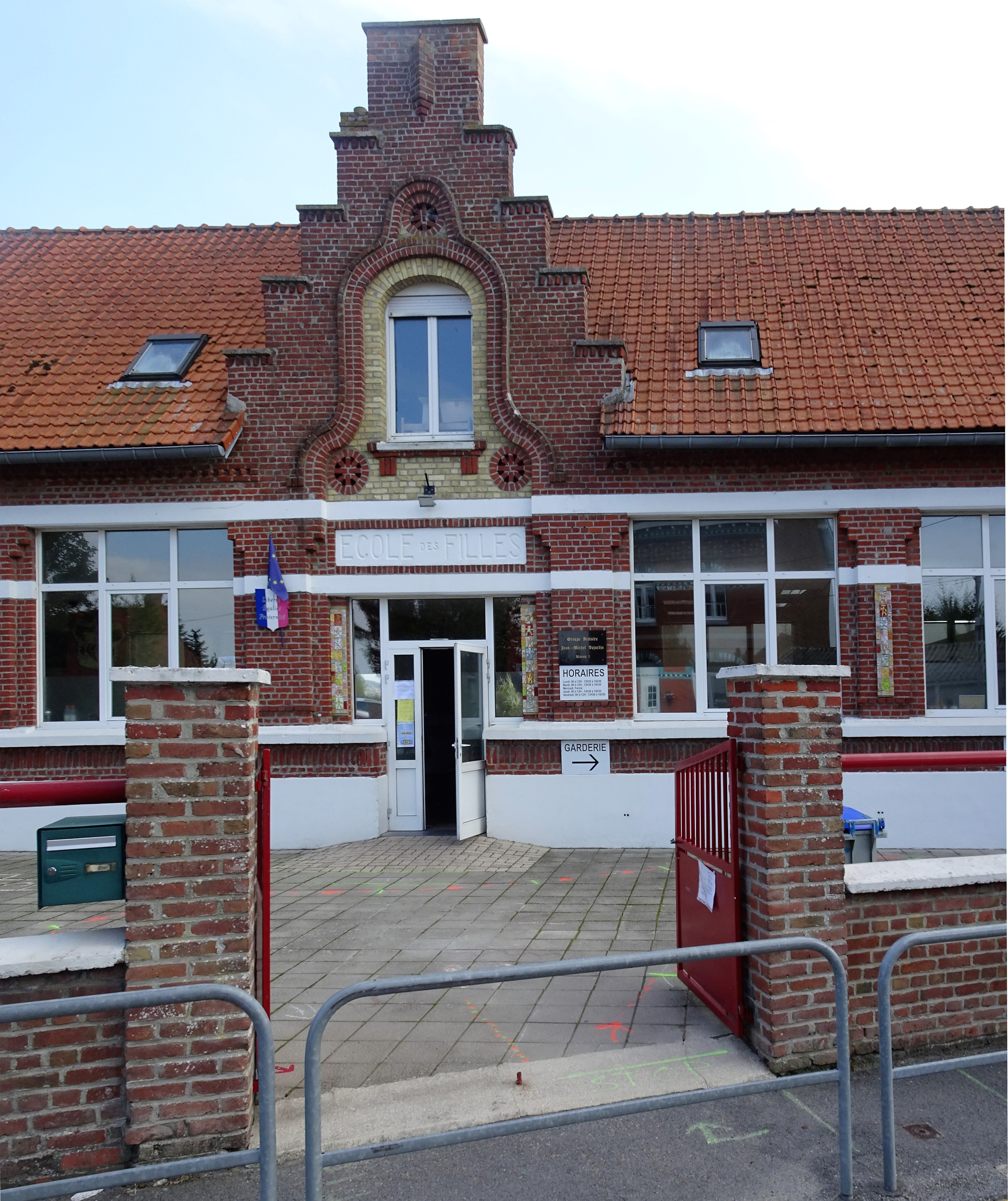
Grundschule
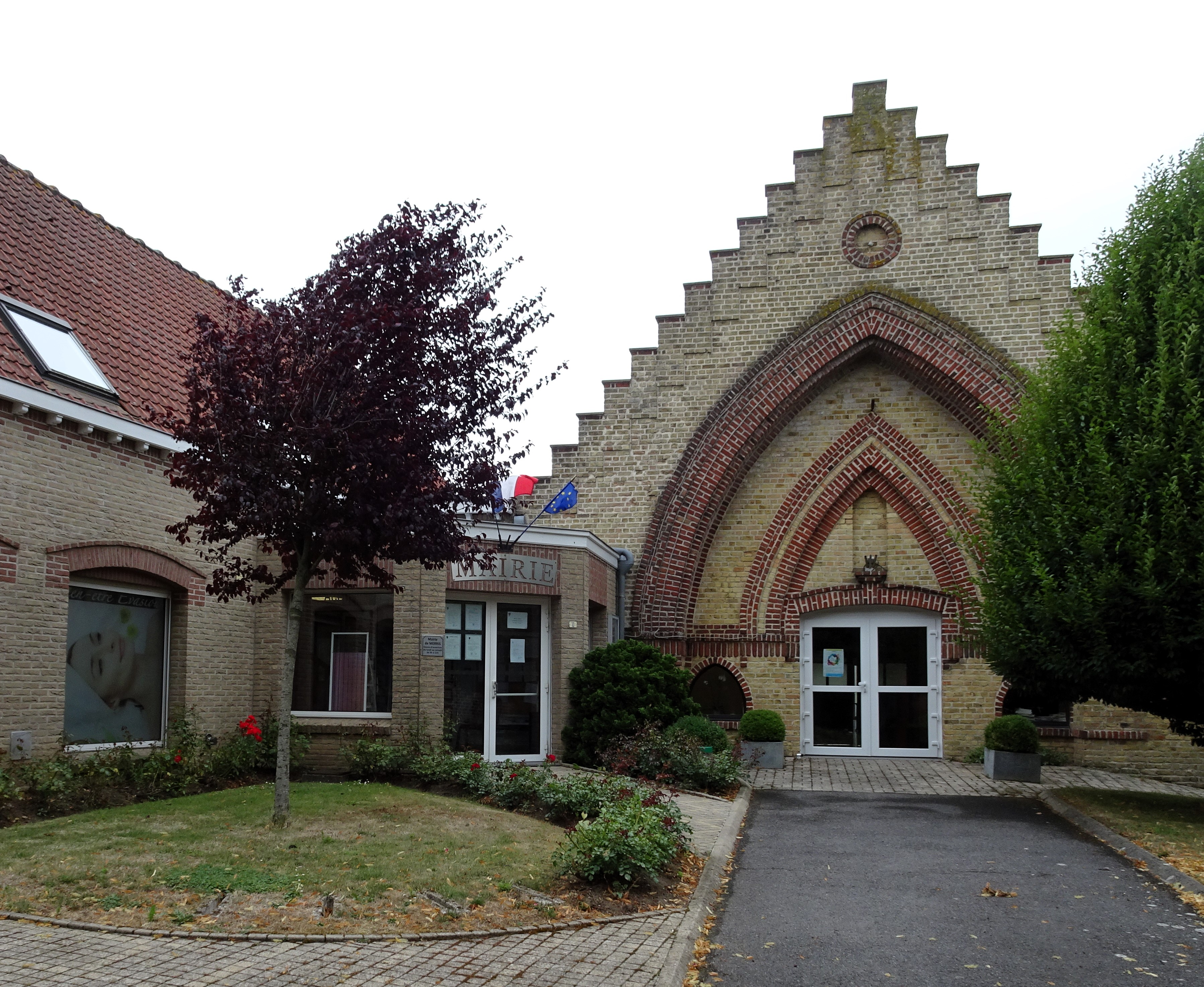
Mairie (Bürgermeisteramt)
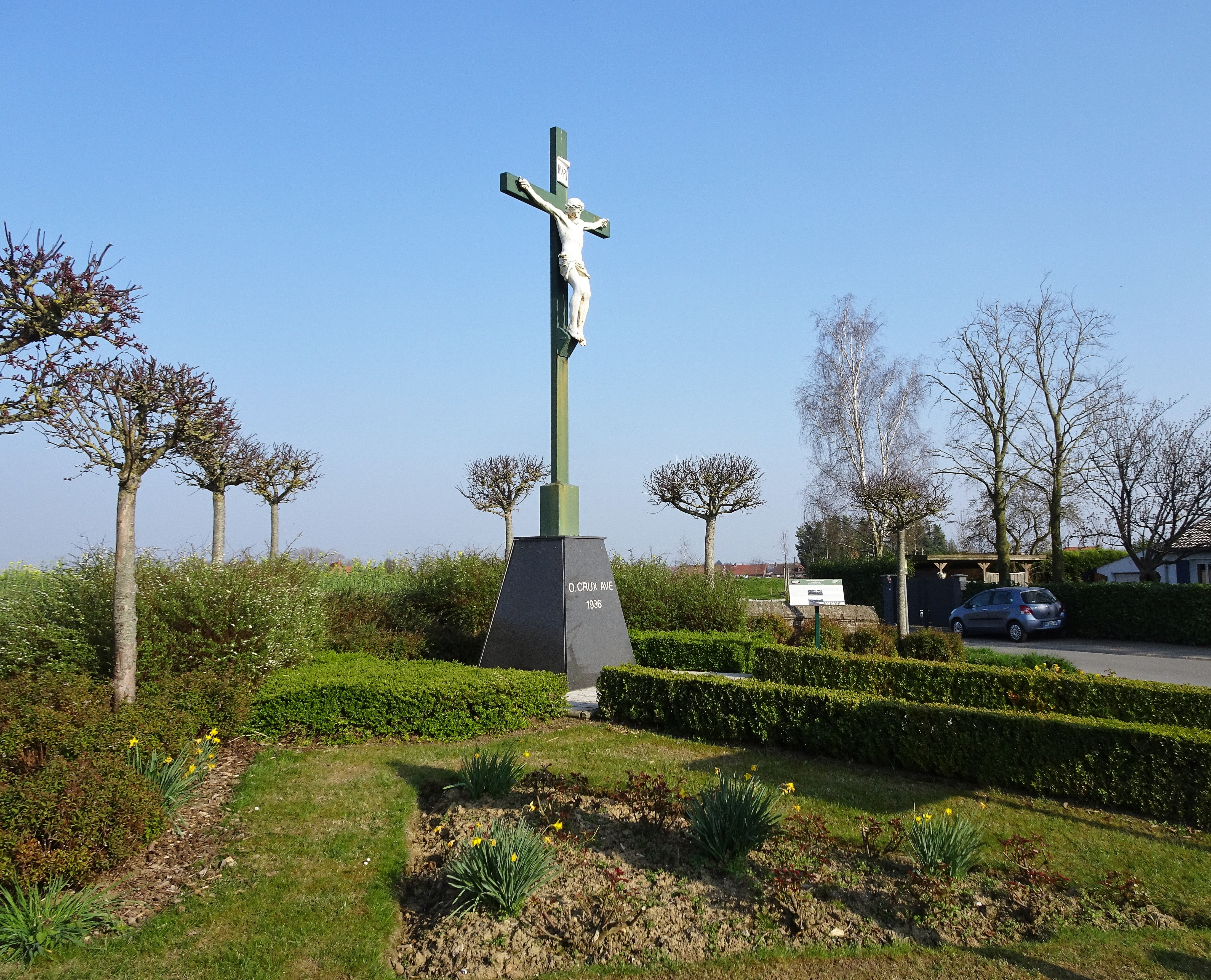
Calvaire
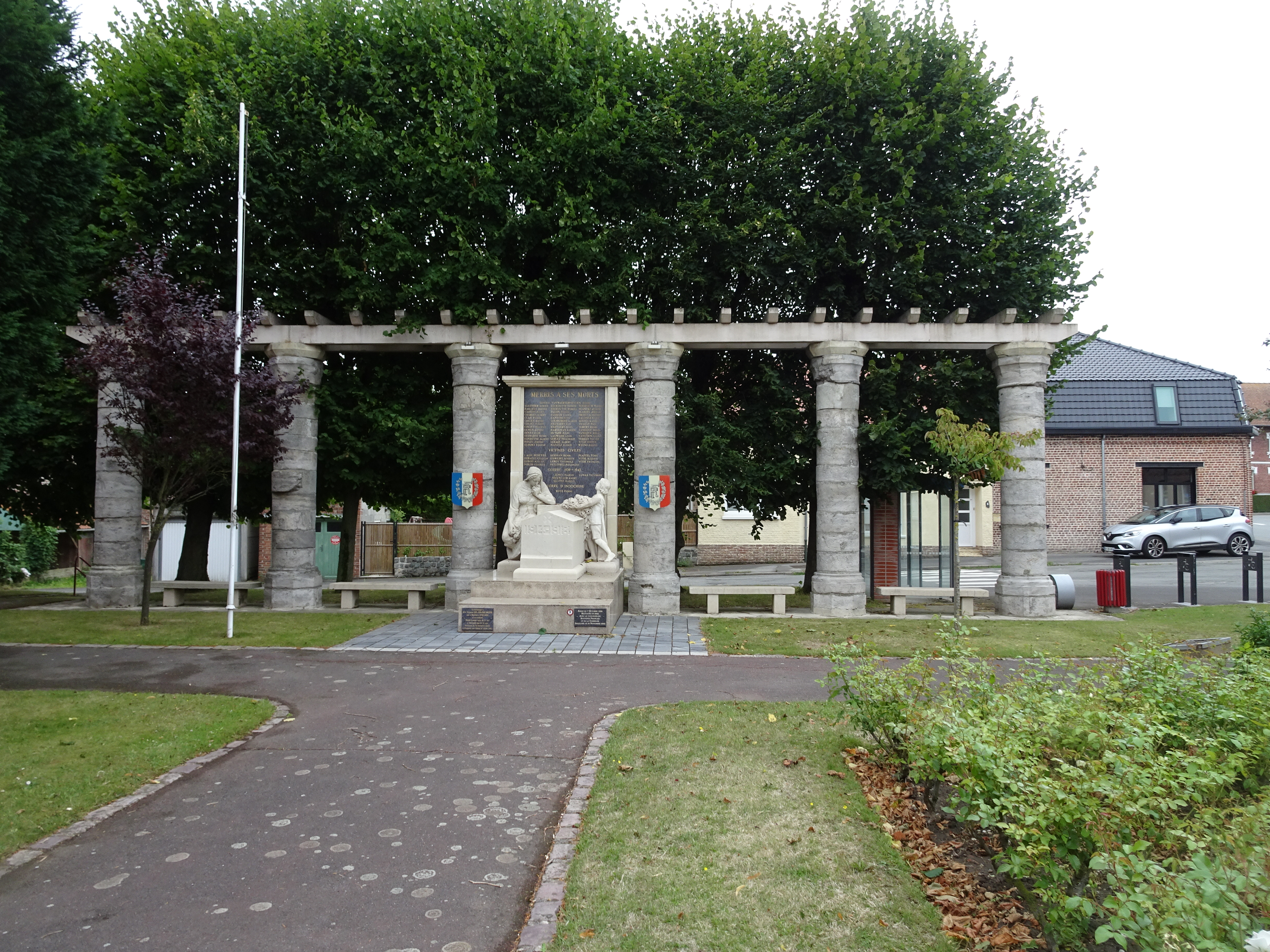
Gefallenendenkmal

## Verkehr
Die Departementsstraße D 642, die ehemalige Route nationale 42 von Boulogne-sur-Mer nach Lille, wird entlang der nördlichen Gemeindegrenze geführt, die Departementsstraße D 947, die ehemalige Route nationale 347 von Lens nach Bray-Dunes, wird entlang der westlichen Gemeindegrenze geführt. Die nachgeordneten D 69, D 69A und lokale Landstraßen verbinden das Zentrum mit den Weilern der Gemeinde und Nachbargemeinden. Busse einer Linie der Transportgesellschaft Arc-en-Ciel des Départements Nord fahren nach Hazebrouck im Westen und nach Bailleul im Osten.
Die Bahnstrecke Lille–Les Fontinettes durchquert Merris südlich des Zentrums on Ost nach West. Ein Haltepunkt an dieser Strecke befindet sich direkt hinter der Gemeindegrenze zu Strazeele, der von Zügen einer Linie der TER Hauts-de-France bedient wird, die zwischen Hazebrouck und Lille verkehren.  Die Eisenbahn-Schnellfahrstrecke LGV Nord von Paris zum Eurotunnel durchquert das nordöstliche Gemeindegebiet ohne Haltepunkt.